# Bud & Doyle: Total bio. Garantiert schädlich
Bud & Doyle: Total bio. Garantiert schädlich ist eine US-amerikanische Filmkomödie aus dem Jahr 1996. Im Film von Regisseur Jason Bloom  spielen  Pauly Shore und Stephen Baldwin die Hauptrollen.
Original betitelt als Bio-Dome, nimmt sich der Film das real existierende Forschungsprojekt Biosphäre 2 zum Vorbild.

## Handlung
Die beiden Chaoten Bud und Doyle verwechseln ein Forschungszentrum mit einem Einkaufscenter und platzen mitten in die Vorbereitungen für ein Umweltschutz-Projekt. Der Bio-Dome besteht aus einer riesigen Glaskuppel, die ein künstlich geschaffenes Biotop beherbergt, das ein Jahr lang hermetisch von der Außenwelt abgeriegelt wird. Das dusselige Duo hat gar keine andere Wahl, als sich mit einer Gruppe von Wissenschaftlern auf dieses Abenteuer einzulassen.

## Produktion und Hintergrund
| Bio-Dome                                                 | Bio-Dome                 |
| Story von - Adam Leff - Mitchell Peck - Jason Blumenthal |                          |
| -------------------------------------------------------- | ------------------------ |
| Vertrieb                                                 | Metro-Goldwyn-Mayer      |
| Budget                                                   | 8,5 Millionen US-Dollar  |
| Abendkasse                                               | 13,4 Millionen US-Dollar |

## Kritik
Auf Metacritic.com hat der Film eine Bewertung von 1/100.